# Karmen Orel
Karmen Orel, slovenska šahistka, * 6. januar 1984, † 30. januar 2005.
Karmen je bila slovenska mojstrica. Izhajala je iz šahovske družine, tudi starša Simona in Oskar sta znana šahista. 
Leta 1999 je bila prvakinja med dekleti do 16 let (pred Ano Srebrnič). Naslov mojstrice je osvojila v letu 2000. 